# Tarrasch-Variante
|   | a | b | c | d | e | f | g | h |   |
| 8 |   |   |   |   |   |   |   |   | 8 |
| 7 |   |   |   |   |   |   |   |   | 7 |
| 6 |   |   |   |   |   |   |   |   | 6 |
| 5 |   |   |   |   |   |   |   |   | 5 |
| 4 |   |   |   |   |   |   |   |   | 4 |
| 3 |   |   |   |   |   |   |   |   | 3 |
| 2 |   |   |   |   |   |   |   |   | 2 |
| 1 |   |   |   |   |   |   |   |   | 1 |
|   | a | b | c | d | e | f | g | h |   |

Diagramm 1: Die Französische Tarrasch-Variante nach 3. Sb1–d2
Die Tarrasch-Variante in der Französischen Verteidigung ist eine Eröffnungsvariante im Schachspiel. Sie ist in der Eröffnungssystematik der ECO-Codes unter den Schlüsseln C03 bis C09 klassifiziert. 
Die Tarrasch-Variante entsteht nach den Zügen: 
1. e2–e4 e7–e6 2. d2–d4 d7–d5 3. Sb1–d2
Siegbert Tarrasch führte den vorsichtigen Springerzug 3. Sd2 gegen Französisch um 1889 ein. Damit verhindert Weiß eine Fesselung wie in der Winawer-Variante und der MacCutcheon-Variante, hält sein Zentrum flexibel und ist gerüstet, dem thematischen Hebel c7–c5 mit c2–c3 zu begegnen, was den Bauern d4 stützt. Bezahlen muss Weiß mit vermindertem Zentrumseinfluss und der Selbstblockade des Lc1. Das ermöglicht dem Schwarzen relativ viele verschiedene Gegenzüge.
Interessanterweise hielt Tarrasch bald nicht mehr viel von seiner eigenen Variante, denn der Nachziehende kommt nach 3. … c7–c5 (Schwarz greift sofort das weiße Zentrum an) 4. e4xd5 e6xd5 leicht zu einem Isolani, den Tarrasch als vorteilhaft für Schwarz beurteilte. Nach 5. Sg1–f3 Sb8–c6 6. Lf1–b5 Lf8–d6 7. d4xc5 Ld6xc5 8. 0–0 Sg8–e7 9. Sd2–b3 Lc5–b6 hat sich der Springer d2 unter Tempogewinn am schwarzen Läufer zu einer vortrefflichen Figur gemausert, die das Feld d4 direkt vor dem Isolani deckt. 
4. … Dd8xd5 vermeidet dies. Zusätzlich wird Schwarz sich damit eine Majorität am Königsflügel verschaffen. Nach 5. Sg1–f3 c5xd4 6. Lf1–c4 Dd5–d6 7. 0–0 Sg8–f6 8. Sd2–b3 wird einer der weißen Springer auf d4 eine zentralisierte Stellung einnehmen.
Die andere Hauptantwort 3. … Sg8–f6 will die in der Französischen Verteidigung häufig auftretende Bauernkette durch Provokation von 4. e4–e5 herbeiführen, um sie nach Sf6–d7 5. Lf1–d3 c7–c5 6. c2–c3 Sb8–c6 7. Sg1–e2 mit c5xd4 8. c3xd4 f7–f6 9. e5xf6 Sd7xf6 zu bekämpfen und sich nach 10. Sd2–f3 Dd8–b6 11. 0–0 Lf8–d6 zu entwickeln.
Aufrechterhaltung seines Zentrums erreicht Weiß mit 5. f2–f4 (anstatt 5. Ld3) mit der Folge 5. … c7–c5 6. c2–c3 Sb8–c6 7. Sd2–f3 Dd8–b6 8. g2–g3 c5xd4 9. c3xd4 Lf8–b4+ 10. Ke1–f2
Die nach Carlos Guimard benannte Antwort 3. … Sb8–c6 will ebenfalls die Bauernkette durch Provokation von e4–e5 herbeiführen. Da der Sc6 den Bauernhebel c7–c5 gegen die Basis d4 der weißen Bauernkette behindert, kann nur mit f7- f6 gegen die Spitze der weißen Bauernkette vorgegangen werden. 4. Sg1–f3 Sg8–f6 5. e4–e5 Sf6–d7 6. c2–c3 f7–f6 7. Lf1–b5 ist eine Zugfolge die den direkten und indirekten Kampf um e5 zeigt.
Gespielt wurden auch 3. … a7–a6, 3. … Lf8–e7, 3. … b7–b6, 3. … h7–h6. 